# Lafonius lehmani
Il lafonio (Lafonius lehmani) Berman, 1973 è un anfibio temnospondilo estinto, appartenente agli dvinosauri. Visse nel Carbonifero superiore (circa 303-300 milioni di anni fa) e i suoi resti fossili sono stati ritrovati in America del Nord, più precisamente nel Nuovo Messico.

## Descrizione
Questo animale doveva essere lungo poco oltre il mezzo metro, e l'aspetto doveva richiamare vagamente quello di una grande salamandra. Possedeva un cranio appiattito, largo posteriormente e con un muso abbastanza corto. Le orbite erano spostate in avanti; in generale, Lafonius era molto simile al ben più noto Trimerorhachis, del Permiano inferiore: le proporzioni craniche, il pattern delle ossa dermiche del tetto cranico, la forma della mandibola e le scaglie erano molto simili al genere permiano. Erano però presenti delle differenze: l'osso jugale faceva parte del margine orbitale, vi era una doppia fila di denti solo sull'osso coronoide e sia l'intercoronoide che il precoronoide erano dotati di zanne e di alloggi per le zanne inferiori. Lafonius differiva da Trimerorhachis anche nell'allungamento meno pronunciato della regione postorbitale e nell'incisura otica più sviluppata. Le vertebre erano poco ossificate, ed è probabile che anche allo stadio adulto fossero presenti archi branchiali con branchie esterne.

## Classificazione
Lafonius è un membro degli dvinosauri, un gruppo di temnospondili generalmente di piccole dimensioni e di abitudini strettamente acquatiche. In particolare, Lafonius è uno stretto parente dei generi permiani Neldasaurus e Trimerorhachis, dei quali è considerato un potenziale antenato. I fossili di Lafonius lehmani sono stati scoperti nella formazione Madera, nelle Manzano Mountains, nel Nuovo Messico.

## Paleoecologia
I fossili di Lafonius sono stati ritrovati in sedimenti di origine marina e costiera, ma è probabile che siano stati trasportati da una corrente d'acqua dolce, dove probabilmente Lafonius viveva.